# Donal Bradley
Donal Donat Conor Bradley (* 1962) ist ein britischer Physiker, der für die Entwicklungen in der Polymerelektronik bekannt ist.

## Leben
Bradley studierte am Imperial College in London mit dem Bachelorabschluss 1983 mit Bestnoten und an der Universität Cambridge, wo er 1987 am Cavendish Laboratory promoviert wurde. In der Dissertation befasste er sich mit spektroskopischen Untersuchungen von konjugierten Polymeren. Er forschte danach weiter in Cambridge, wo er Lecturer wurde. Außerdem war er ein Jahr in Kawasaki in Japan als Toshiba Research Fellow am Forschungszentrum von Toshiba. Ab 1993 leitete er eine Forschungsgruppe an der University of Sheffield, wobei er teilweise eng mit Dow Chemical zusammenarbeitete. 2000 wurde er Professor für experimentelle Festkörperphysik am Imperial College und Leiter der Abteilung für Festkörperphysik. Er ist dort Direktor des Center for Plastic Electronics. 2011 wurde er Prorektor des Imperial College.
Mit Kollegen in Cambridge (Jeremy Burroughes, Richard Friend) entwickelte er ab 1989 Leuchtdioden aus Polymeren, die Burroughes, Friend und Bradley auch patentierten. Er gilt damit als ein Pionier der Polymerelektronik (Printed Electronics). Sie sind in Bildschirmen einsetzbar (deshalb auch PLEDD, Polymer Light Emitting Diodes for Displays).
2009 erhielt er die Faraday-Medaille (IOP), 2005 den Rajman Preis der Society for Information Display (mit Jeremy Burroughes und Richard Friend) und 2005 den Latsis-Preis. 2010 hielt er die Bakerian Lecture der Royal Society (Plastic Electronics: their science and applications) und 2009 die Mott Lecture des Institute of Physics. 2003 erhielt er den Descartes-Preis als Mitglied des Teams von Richard Friend. 
2010 wurde er CBE.
Er ist Fellow der Royal Society (2004), der Royal Society for the Encouragement of Arts, Manufactures and Commerce und des Institute of Physics. 
Er war an der Gründung mehrere Firmen beteiligt zur Vermarktung seiner Erfindungen und Entwicklungen: 1992 Cambridge Display Technologies (CDT) für Polymer-LEDs und Molecular Vision für Anwendungen in Instrumenten der Mikrofluidik.

## Schriften
- J. H. Burroughes, D. D. C. Bradley, A. R. Brown, R. N. Marks, K. Mackay, R. H. Friend, P. L. Burns, A. B. Holmes Light emitting diodes based on conjugated polymers, Nature, Band 347, 1990, S. 539–541, Abstract